# Ixtacamel Buenos Aires
Ixtacamel Buenos Aires är en ort i Mexiko.   Den ligger i kommunen Xilitla och delstaten San Luis Potosí, i den centrala delen av landet, 220 km norr om huvudstaden Mexico City. Ixtacamel Buenos Aires ligger 676 meter över havet och antalet invånare är 284.
Terrängen runt Ixtacamel Buenos Aires är huvudsakligen kuperad, men västerut är den bergig. Runt Ixtacamel Buenos Aires är det ganska tätbefolkat, med 90 invånare per kvadratkilometer. Närmaste större samhälle är Villa Terrazas, 9,4 km öster om Ixtacamel Buenos Aires. I omgivningarna runt Ixtacamel Buenos Aires växer i huvudsak städsegrön lövskog.